# Erlbergkopf
Der Erlbergkopf (1134 m ü. NHN) bildet zusammen mit dem nur gut 300 m nördlich gelegenen Schwarzenberg (1127 m ü. NHN) einen Doppelgipfel in der Kampenwandgruppe.
Er befindet sich der Gedererwand nördlich vorgelagert.
Der nur teilweise bewaldete Berg beherbergt ansonsten Almweiden, die zu mehren Almen gehören, hier die Vockalm, die namensverwandte Erlbergalm sowie Schmiedalm und Weisenalm.
Die jeweiligen höchsten Punkte sind über diese Wiesen erreichbar.